# G.S.Z.V. De Golfbreker
Groninger Studenten Zwemvereniging De Golfbreker (korter: G.S.Z.V. De Golfbreker, De Golfbreker of GB) is een Nederlandse studentenzwemvereniging uit Groningen. De vereniging is opgericht op 20 oktober 1994 naar een idee van Trudie van Niejenhuis en is de enige studentenzwemvereniging in Noord-Nederland. In contrast met andere studentenzwemverenigingen heeft G.S.Z.V. De Golfbreker geen waterpolo-tak en richt ze zich enkel op het wedstrijdzwemmen. Binnen het studentenwedstrijdzwemmen is De Golfbreker met 198 leden (23 mei 2019) een van de grootste studentenzwemverenigingen van Nederland. De vereniging richt zich voornamelijk op studenten van de Rijksuniversiteit Groningen en de Hanzehogeschool Groningen.
De Golfbreker neemt sinds haar oprichting deel aan de Nederlandse Studenten Zwem Kompetitie (NSZK) onder leiding van het overkoepelende Stichting NSZ (Vroeger: Stichting NSZK) waarvan het 19 keer kampioen is geworden, voor het laatst in het seizoen 2021-2022. Voor de trainingen wordt het Willem Alexander Sportcomplex (kort: het WAS) gebruikt wat wordt toegekend via de Groninger Studenten Sportstichting ACLO.
G.S.Z.V. De Golfbreker is zelf lid van de Koninklijke Nederlandse Zwembond binnen Kring Noord en de eerdergenoemde Stichting NSZ en ACLO.

## Geschiedenis

### Voorafgaand
Aan het begin van Trudies studententijd bleek tijdens de jaarlijkse KEI-markt, een informatiemarkt voor nieuwe studenten over de studentensport, dat er tot dan toe geen studentenzwemvereniging bestond. De studentenwaterpolovereniging GSZC De Walvisch bood geen wedstrijdzwemmen aan en verder waren er enkel algemene zwemuren vanuit de ACLO. Na een aantal jaren gebruik te hebben gemaakt van deze 'open uren' en daar vaak dezelfde mensen te treffen ontstond het idee voor een vereniging.
Het zou nog weer eens een aantal jaren duren vanaf dat moment voordat er werkelijk actie werd ondernomen. In het voorjaar van 1994 ontstond bij een vast groepje zwemmers van de open uren echter wederom het idee een studentenzwemvereniging op te zetten. Na te hebben rondgevraagd bij anderen bleek er animo te bestaan voor zo'n vereniging. Op basis van dat animo werd De Walvisch benaderd of zij geen zwemtak wilden starten. Het toenmalige bestuur wees het verzoek af tot teleurstelling van de initiatiefnemers.

### Eerste stappen richting oprichting
Na mee te hebben gedaan aan de NSK (vorige naam van NK Studenten) in mei 1994, wat ook open is voor zwemmers die niet aangesloten zijn bij een studentenzwemvereniging, werd het idee wederom aangehaald. Aliët Hoekstra, Trudie van Niejenhuis, Roel Roeloffzen, Bert Plat, Fulco Zegwaard, Martin Moleveld en Amelia Oey gingen aan de slag. Op 1 juni 1994 vond de oprichtingsvergadering plaats bij Amelia. Als naam voor de vereniging werd "De Spetters" bedacht.
Allereerst werd gezocht naar aansluiting bij de ACLO waarmee op 5 juli een kennismakingsgesprek kwam. Het dagelijks bestuur van de ACLO was positief over het initiatief een zwemvereniging op te zetten en verschafte tijdelijk erkenning mits er een concept kwam voor statuten, een huishoudelijk reglement en een bestuur. Op basis van de studentenzwemvereniging in Enschede "ZPV Piranha" werden de statuten en een huishoudelijk reglement bereid. ZPV Piranha wordt dan ook wel gezien als de grote broer van G.S.Z.V. De Golfbreker. Verder werd contact gelegd met de KNZB en het de Stichting NSZK en werden leden geworven om de levensvatbaarheid van de vereniging kracht bij te zetten.
Na een warrige tijd met wisselende bestuursleden werd op 18 juli het eerste conceptbestuur vastgesteld. Echter bleek vanuit de KNZB dat er al een vereniging was die "De Spetters" heette. Aangezien de KNZB het niet toe staat dat twee verenigingen dezelfde naam hebben werd "De badslippers" als vervangende naam gekozen. Slechts één ochtend later voldeed de naam al niet meer aan de wensen van de bestuursleden en werd de huidige naam "G.S.Z.V. De Golfbreker" gekozen.

### Officiële oprichting
Maandagavond 7 september was de eerste Golfbrekertraining in de ALO. De trainingen werden gegeven door Johan Poppinga. Er waren toen twintig leden. Half september werd er een ledenstop ingevoerd bij vijfentwintig leden, vanwege de beperkte badcapaciteit. Dit aantal werd snel bereikt. In september werd overlegd met de ACLO over de trainingstijd die terugliep van één uur, naar veertig minuten en uiteindelijk naar nog maar 30 minuten wat de officiële oprichting in twijfel trok. Toen de ACLO uiteindelijk meer zwemwater aanbood werd de knoop doorgehakt door te zetten. Op 29 september 1994 werd de Golfbreker tijdelijk erkend door de ACLO.
In oktober werden de statuten opgesteld. Begin oktober ontwierp Karen Groenink het huidige logo voor de vereniging en werd het eerste Golfbreker T-shirt gemaakt. Op 20 oktober 1994, om 16 uur 25 is G.S.Z.V. De Golfbreker geboren door het tekenen van de statuten bij notaris Wortelboer in Bedum. De vereniging werd tevens op 24 oktober ingeschreven bij de Kamer van Koophandel. Eind oktober is de ledenstop op dertig gezet om meer enthousiastelingen lid te kunnen laten worden.
Op 1 november 1994 was de eerste algemene ledenvergadering van G.S.Z.V. De Golfbreker in café "Het Paard van Troje" om acht uur 's avonds. Tijdens deze vergadering waren, naast het bestuur, dertien leden aanwezig, waarvan negen lijfelijk en vier gemachtigden. Het quorum voor het kunnen nemen van besluiten was hiermee gehaald. De statuten werden aangenomen en het huishoudelijk reglement vastgesteld. Verder werd het eerste Golfbrekerbestuur gekozen. Deze bestond uit Fulco als Voorzitter, Bert als Secretaris, Trudie als Penningmeester, Amelia als Externe Commissie Coördinator en Aliët Hoekstra als Interne Commissiecoördinator. De contributie werd vastgesteld op zestig gulden. Er werd een kascommissie gekozen bestaande uit Robert van Waardenburg en Mari Derks, een almanak of "smoelenboek" geopperd door Bianca Keen en Susanne Lueb en Elvira Flikweert en Johan Labberté boden aan een etentje te regelen. Omdat Bert afstudeerde en op 1 december naar Amsterdam vertrok, nam Adwin Goos de functie van Secretaris in december over.

### Eerste deelname NSZK
De Golfbreker deed op 24 september 1994, nog voordat zij statutair bestond, voor het eerst mee aan de studentenzwemcompetitie in Enschede en behaalde toen met acht deelnemers de vierde plaats. Bij de volgende wedstrijd op 5 november 1994 in Rotterdam deden zestien Groningers mee en behaalde De Golfbreker de derde plaats. Op 11 maart 1995 organiseerde de wedstrijdcommissie van De Golfbreker haar eerste studentencompetitiewedstrijd in Haren. Bij deze wedstrijd deden ongeveer honderd deelnemers uit andere studentensteden mee. Dat seizoen behaalde de Golfbreker de tweede plaats in de competitie. Verder werd deelgenomen aan het verenigingstoernooi van de ACLO waar de fairplayprijs werd gewonnen in 1995.

### Levensvatbaar
Op 11 december 1997 werd G.S.Z.V. De Golfbreker, na drie jaar tijdelijk te zijn erkend, door de ACLO permanent erkend omdat ze aangetoond had "levensvatbaar" te zijn. In de jaren daarna is De Golfbreker steeds verder gegroeid en is de levensvatbaarheid van de vereniging niet meer in het geding gekomen.

## Structuur

### Bestuur
De vereniging wordt bestuurd door 5 leden, bij voorkeur van de Rijksuniversiteit Groningen of Hanzehogeschool Groningen. In het Bestuur worden de volgende vijf functies verdeeld: Voorzitter, Secretaris, Penningmeester, Interne Commissie Coördinator en Zwemcommissaris. Die laatste vervangt sinds het seizoen 2014-2015 wat voorheen de Externe Commissie Coördinator was. Het Bestuur wisselt jaarlijks tijdens de eerste ALV van het seizoen.

### Commissies
G.S.Z.V. De Golfbreker telt maximaal 13 commissies exclusief de Kascommissie en Raad van Advies.
| Commissienaam              | Evenement |
| -------------------------- | --- |
| Activiteitencommissie      | Maandelijkse borrels, drie of vier activiteiten, eindactiviteit, eindfeest en introductieweekend naar Schiermonnikoog |
| Almanakcommissie           | Jaarlijkse almanak met thema, commissies, zusterverenigingen, ledenlijst etc.                                         |
| Batavierencommissie        | Hardlooptrainingen, Bata-trainingsweekend, Batavierenweekend                                                          |
| Fotocommissie              | Fotografeert zowel activiteiten als wedstrijden en plaatst deze intern op de site. Bijnaam: 'Paparacie'               |
| Galacommissie              | Het jaarlijkse gala                                                                                                   |
| Internetcommissie          | Onderhoudt de website                                                                                                 |
| Lustrumcommissie           | Lustrumactiviteiten in een lustrumjaar, lustrumboek in het opvolgende jaar en lustrumweek in de week van het lustrum  |
| NSZK commissie             | NSZK wanneer georganiseerd door G.S.Z.V. De Golfbreker                                                                |
| Redactie                   | Vijf GolfPrekers (clubblad)                                                                                           |
| Reiscommissie              | Wintersportreis en ander zelf te bepalen reisweekend                                                                  |
| Sponsorcommissie           | Het werven van sponsoren en het organiseren van interne winstgevende acties                                           |
| Trainingscommissie         | Ondersteunen de Zwemcommissaris, bevorderen de trainingen in kwaliteit en organiseren het trainingsweekend            |
| Uurtje-van Grûnn commissie | De jaarlijkse één-uur-estafette plus diner en feest                                                                   |

## Cultuur

### Kleding
Leden van G.S.Z.V. De Golfbreker kleden zich tijdens de wedstrijd in een koningsblauw shirt met een felgeel broekje. Pas sinds enkele jaren zijn dit de vaste kleuren van de verenigingskleding, die voorheen jaarlijks wijzigden. Voor tijdens het zwemmen zelf bestaan er blauwe badpakken en zwembroeken met het opschrift van G.S.Z.V. De Golfbreker in het geel en blauwe badmutsen met het logo erop gedrukt. Voor tijdens activiteiten hebben veel commissies hun eigen shirts in een kleur naar keuze die ze laten bedrukken met hun naam, titels en eventueel zelf bedachte leus en/of logo. Dit is gebruikelijk voor de Activiteitencommissie, de Batavierencommissie, de Galacommissie, Lustrumcommissie, NSZK commissie, Redactie, Reiscommissie en Uurtje-van-Grûnn commissie. De commissieshirts worden ook wel gedragen tijdens de maandelijkse borrels in het geval ze hun activiteit willen promoten. Verder heeft het Bestuur van de vereniging een bestuursoutfit voor formele gelegenheden en een bestuursshirt voor informele gelegenheden.

### GolfPreker
De Redactie van de vereniging, die fungeert als commissie, schrijft een vijftal bladen van rond de 40 pagina's per blad in hun termijn. Het blad is gedoopt tot de GolfPreker, of kort tot 'Preker'. De Prekers bevatten onder meer stukjes vanuit het bestuur, stukjes vanuit de leden, interviews en verslagen van competities en activiteiten.

### Golfbreker Classics
Bij het afmelden van de vereniging krijgen de dan oud-leden de vraag of ze willen toetreden tot de alumni-vereniging de Golfbreker Classics, of kort 'De Classics'. De Classics hebben geen bestuur en maken geen officieel onderdeel uit van G.S.Z.V. De Golfbreker. Wel hebben ze een Classics Commissie dat een weekend naar Schiermonnikoog organiseert gelijktijdig aan het introductieweekend naar Schiermonnikoog van G.S.Z.V. De Golfbreker en verdere activiteiten waar animo voor blijkt te zijn, zoals deelname aan de Batavierenrace en het Uurtje-van-Grûnn om in contact te blijven met de moedervereniging.

## NSZK

### Organisatie
De Nederlandse Studenten Zwem Kompetitie (de NSZK) is een competitie voor uitsluitend studentenzwemverenigingen. Jaarlijks worden er vier rondes gehouden in de verschillende aangesloten steden, georganiseerd door de lokale vereniging. De losstaande rondes worden eveneens 'een NSZK' of 'de NSZK' genoemd. De aangesloten verenigingen in het seizoen 2018-2019 zijn op alfabetische volgorde te zien in de onderstaande tabel. In het huidige systeem vinden de wedstrijden standaard plaats op een zaterdag. Echter organiseert de thuisvereniging ook een borrel op de vrijdagavond om het evenement in te luiden, een (thema)feest op de zaterdagavond en slaapplekken voor de deelnemers voor beide nachten.
| Vereniging             | Stad       |
| ---------------------- | ---------- |
| A.S.Z.V. SPONS         | Amsterdam  |
| DSZ WAVE               | Delft      |
| E.L.S.Z.W.V. Aquamania | Leiden     |
| E.S.W.Z.V. Nayade      | Eindhoven  |
| G.S.Z.V. De Golfbreker | Groningen  |
| M.S.Z.V. Tiburón       | Maastricht |
| NSZ&WV Hydrofiel       | Nijmegen   |
| R.S.Z. & W.V. Ragnar   | Rotterdam  |
| S.Z.V. Aquifer         | Wageningen |
| TSWV Avalon            | Tilburg    |
| USZ&WF Het Zinkstuk    | Utrecht    |
| ZPV Piranha            | Enschede   |

### Puntentelling
Per programma worden de snelste zwemmers (en hun tijden) genomen van elke vereniging. Voor 50 en 100 meters gelden de twee snelste zwemmers en voor alle afstanden boven de 100 meter (inclusief estafette's) slechts de enige snelste zwemmer/het enige snelste team. Alle tijden van alle genomineerde zwemmers per vereniging bij elkaar opgeteld, omgezet naar één punt per seconde, maken het puntentotaal van die ronde voor die vereniging. De punten worden teruggerekend naar 50 meters (bijv.: een 200 vrije slag gezwommen in 2 minuut 8 maakt 32 secondes/punten). De vereniging met de minste secondes over alle vier rondes wordt kampioen.

### NK Studenten
Tevens organiseert een vijfde stad het NK Studenten (NKS), welke niet meetelt in de competitie, maar waar wordt gezwommen om individuele medailles. Aan het NKS mogen ook studenten van hogescholen en universiteiten deelnemen die niet lid zijn van een van de onderstaande studentenzwemverenigingen. De volgorde van wedstrijden verspreid over het gehele seizoen is twee NSZKs, het NKS en wederom twee NSZKs.
Aquamania (Leiden) · Aquifer (Wageningen) · De Golfbreker (Groningen) · Hydrofiel (Nijmegen) · Nayade (Eindhoven) · Piranha (Enschede) · Ragnar (Rotterdam) · SPONS (Amsterdam) · Avalon (Tilburg) · Tiburon (Maastricht) · WAVE (Delft) · 't Zinkstuk (Utrecht)